# Чжоу Найсян
Чжоу Найсян (кит. 周乃翔, род. декабрь 1961, Исин, Цзянсу) — китайский государственный и политический деятель, губернатор провинции Шаньдун с 30 сентября 2021 года.
Ранее председатель правления China State Construction Engineering (2019—2021), секретарь парткома КПК города Сучжоу (2016—2019), мэр Сучжоу (2012—2016).
Кандидат в члены ЦК КПК 19-го созыва, член Центрального комитета Компартии Китая 20-го созыва.

## Биография
Родился в декабре 1961 года в уезде Исин, провинция Цзянсу. В декабре 1987 года вступил в Коммунистическую партию Китая.
Учился в Нанкинском инженерно-строительном институте (ныне Нанкинский технологический университет), окончил который в феврале 1982 года по специальности «гражданское строительство». После института принят на работу в Цзянсускую строительно-инженерную корпорацию, последовательно занимал должности менеджера, переводчика, заведующего хозяйственно-инженерным отделом, члена партотделения КПК, заместителя директора и затем директора филиала корпорации в США, заместителя генерального директора и члена партотделения КПК в головной структуре.
Политическую карьеру начал в июле 2003 года с приходом на должность заместителя мэра Тайчжоу (Цзянсу), в 2006 году вошёл в состав Постоянного комитета горкома КПК Тайчжоу. В апреле 2008 года занял посты главы управления туризма администрации Цзянсу и секретаря партбюро КПК этого управления. С октября 2010 года — заместитель директора департамента жилищного строительства, городского и сельского развития администрации Цзянсу, одновременно секретарь партбюро КПК данного департамента. В феврале 2012 года назначен исполняющим обязанности мэра Сучжоу — заместителем секретаря горкома КПК, в июне того же года был избран мэром Сучжоу. Во время его пребывания на посту главы городской администрации 2 августа 2014 года произошёл взрыв на заводе в Куньшане, в результате которого погибло 146 человек и 114 человек было ранено. По результатам проведённого расследования Чжоу Наньсян получил дисциплинарное взыскание по линии Госсовета КНР.
В январе 2016 года возглавил горком КПК Сучжоу, в ноябре того же года вошёл в состав Постоянного комитета парткома КПК провинции Цзянсу.
В сентябре 2019 года занял должность председателя правления корпорации China State Construction Engineering.
30 сентября 2021 года на 30-й сессии Постоянного комитета Собрания народных представителей провинции Шаньдун 13-го созыва назначен временно исполняющим обязанности губернатора провинции. 27 октября того же года утверждён в должности губернатора решением 6-й сессии Собрания народных представителей провинции 13-го созыва.